# Comté de Meade (Kansas)
Pour les articles homonymes, voir Comté de Meade et Meade.
Le comté de Meade est l’un des 105 comtés de l’État du Kansas, aux États-Unis.
Le 20 mars 1873[réf. nécessaire], la législature du Kansas fonde le comté de Meade, nommé en l'honneur du général George Meade. Le comté est supprimé en 1883, sa partie orientale rejoignant le comté de Ford et sa partie occidentale celui de Seward. Il est restauré en 1885 dans ses limites actuelles,.
Le comté compte trois villes : Fowler, Meade (siège et plus grande ville du comté) et Plains.

## Démographie

Pyramide des âges.

## Géolocalisation
| Comté de Haskell | Comté de Gray              | Comté de Ford  |
| Comté de Seward  | Comté de Meade             | Comté de Clark |
|                  | Comté de Beaver (Oklahoma) |                |